# Supermarine S.4
Die Supermarine S.4 war ein einsitziges britisches Renn-Wasserflugzeug des Flugzeugherstellers Supermarine, das zur Teilnahme an der Schneider-Trophy 1925 entwickelt wurde.

## Geschichte
Die Supermarine S.4 wurde von R. J. Mitchell für die Schneider-Trophy im Jahre 1925 konstruiert. Das bei Supermarine in Woolston aus Holz gebaute Flugzeug wurde von einem 680 PS starken Napier-Lion-VII-Motor angetrieben. Im August 1925 flog das Flugzeug mit der Marine-Seriennummer N196 erstmals. Formal erhielt es auch das zivile Kennzeichen G-EBLP. Am 13. September 1925 stellte es bei Southampton mit 226,752 mph (364,922 km/h) einen neuen Geschwindigkeits-Weltrekord für Wasserflugzeuge auf. Die Bezeichnung S.4 ergibt sich dadurch, dass Mitchell offensichtlich die vorhergehenden Rennflugzeuge Sea Lion I, II und III als S.1, S.2 und S.3 ansah.
Per Schiff wurde die Maschine für das Rennen in die USA transportiert. Bei Qualifizierungsflügen für das Rennen bei Bay Shore Park in der Nähe von Baltimore stürzte es bei der Umrundung einer Streckenmarkierung mit hoher Geschwindigkeit seitlich aus 60 Metern Höhe ins Wasser und wurde dabei zerstört. Ursache war mit großer Wahrscheinlichkeit das Auftreten von Tragflächenflattern.

## Supermarine S.4 im Film
Nur sehr wenige Fotos und Filmaufnahmen der S.4 existieren, jedoch blieben fünf Filmminuten mit der S.4 in dem Film Spitfire/First of the Few von und mit Leslie Howard (in dem auch David Niven auftritt) erhalten. In diesem Film sind Zeichnungen und Aufnahmen aus der Bauphase sowie der erste Start und Flug zu sehen.

## Technische Daten

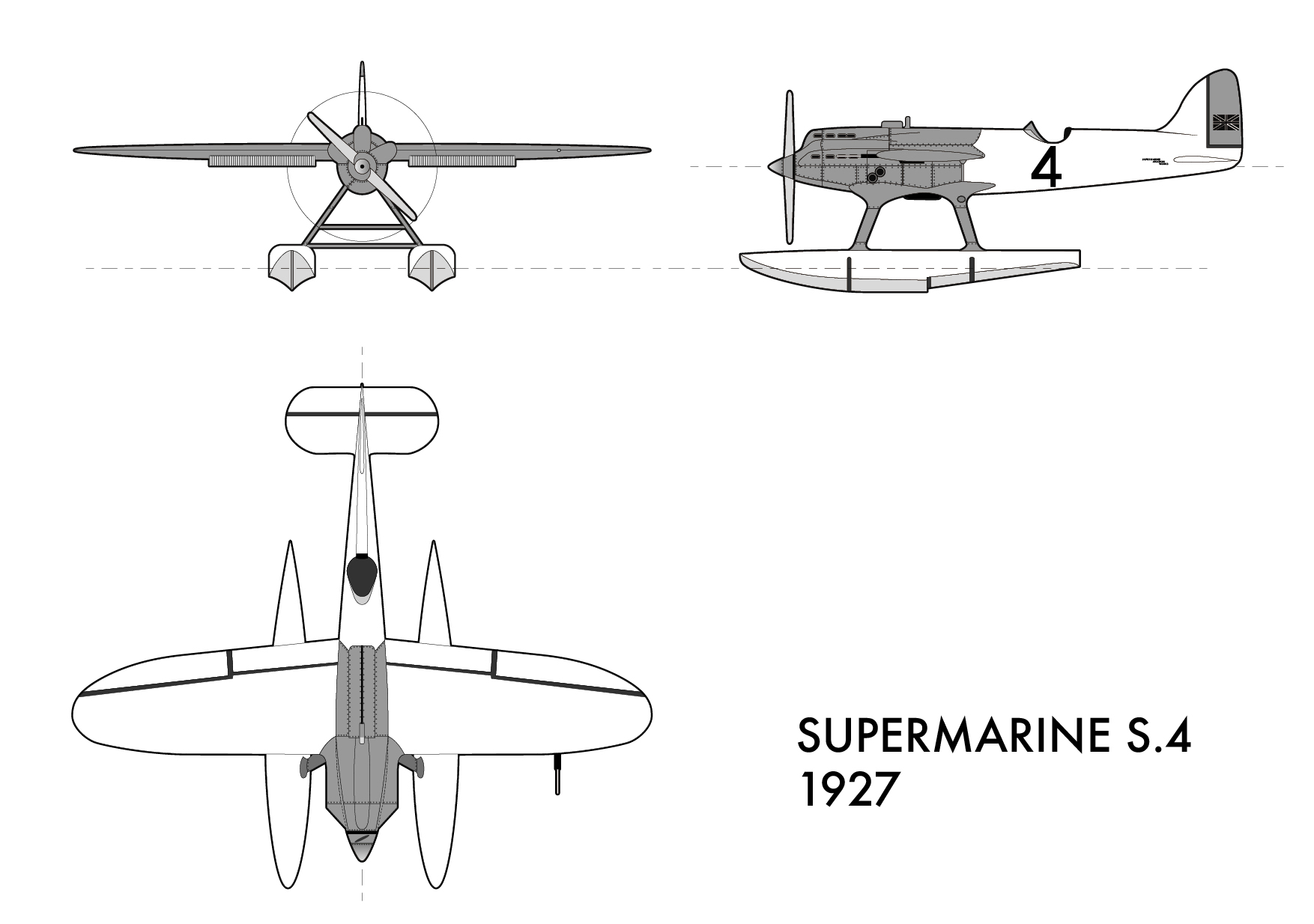
Dreiseitenriss

| Kenngröße             | Daten                                                        |
| --------------------- | ------------------------------------------------------------ |
| Besatzung             | 1                                                            |
| Länge                 | 8,12 m                                                       |
| Spannweite            | 9,33 m                                                       |
| Höhe                  | 3,57 m                                                       |
| Flügelfläche          | 12,9 m²                                                      |
| Flügelstreckung       | 6,7                                                          |
| Leermasse             | 1179 kg                                                      |
| max. Startmasse       | 1447 kg                                                      |
| Höchstgeschwindigkeit | 385 km/h                                                     |
| Triebwerk             | 1 × 12-Zylinder-W-Motor Napier Lion VII; 680 PS (ca. 500 kW) |